# José Naranjo
José Manuel García Naranjo (ur. 24 lipca 1994 w Rociana del Condado) – hiszpański piłkarz, występujący na pozycji napastnika, w klubach hiszpańskich, belgijskich, cypryjskich i polskich.

## Kariera klubowa
Urodzony w Rociana del Condado Naranjo jest wychowankiem miejscowego Recreativo Huelva. Swój pierwszy sezon jako zawodnik seniorów spędził w drużynie B w Tercera División. 2 czerwca 2013 po raz pierwszy wystąpił w pierwszej drużynie, wychodząc na boisko w zremisowanym 0:0 meczu wyjazdowym ze Sportingiem Gijón w Segunda División. W lipcu 2014 został wypożyczony na cały sezon do rezerw Villarrealu z Segunda División B. W swoim pierwszym meczu w pierwszej drużynie wystąpił 4 grudnia, wygrywając na wyjeździe 2:1 z Cádiz CF w Pucharze Króla.
W 2015 podpisał trzyletni kontrakt z debiutującym w drugoligowych rozgrywkach Gimnàstikiem Tarragona. Swojego pierwszego gola zdobył 29 listopada, strzelając decydującą bramkę w wygranym na wyjeździe meczu z CD Mirandés.Strzelił siedem goli w ciągu trzech miesięcy (między styczniem a marcem 2016), w tym zwycięskich przeciwko CD Tenerife i Elche CF. 1 maja 2016 zdobył bramkę w wygranym 3:2 meczu u siebie z Mirandés.
W czerwcu 2016 podpisał pięcioletni kontrakt z klubem La Liga Celta Vigo, za ok. 1 milion euro. Wystąpił jedynie w trzech meczach dla klubu, dwóch w Lidze Europy UEFA, zanim odszedł. W styczniu 2017 po raz pierwszy w swojej karierze przeniósł się za granicę, po podpisaniu kontraktu z belgijską drużyną KRC Genk. 1 września 2017 wrócił do Hiszpanii i jej pierwszej ligi po zawarciu umowy rocznego wypożyczenia z CD Leganés.
W dniu 27 lipca 2018 podpisał czteroletnią umowę z drugoligowym CD Tenerife. 30 stycznia 2020 roku został wypożyczony do cypryjskiego AEK Larnaca do końca sezonu, z umową przedłużoną o kolejny rok 25 sierpnia. 12 lipca 2021 przeniósł się do SD Ponferradina. Po rozegraniu 36 spotkań i strzeleniu 3 goli w Segunda División w sezonie 2022/23, 28 czerwca 2023 związał się dwuletnim kontraktem z występującą w Ekstraklasie Jagiellonią Białystok, z którą w sezonie 2023/2024 zdobył mistrzostwo Polski.